# Akwarysta

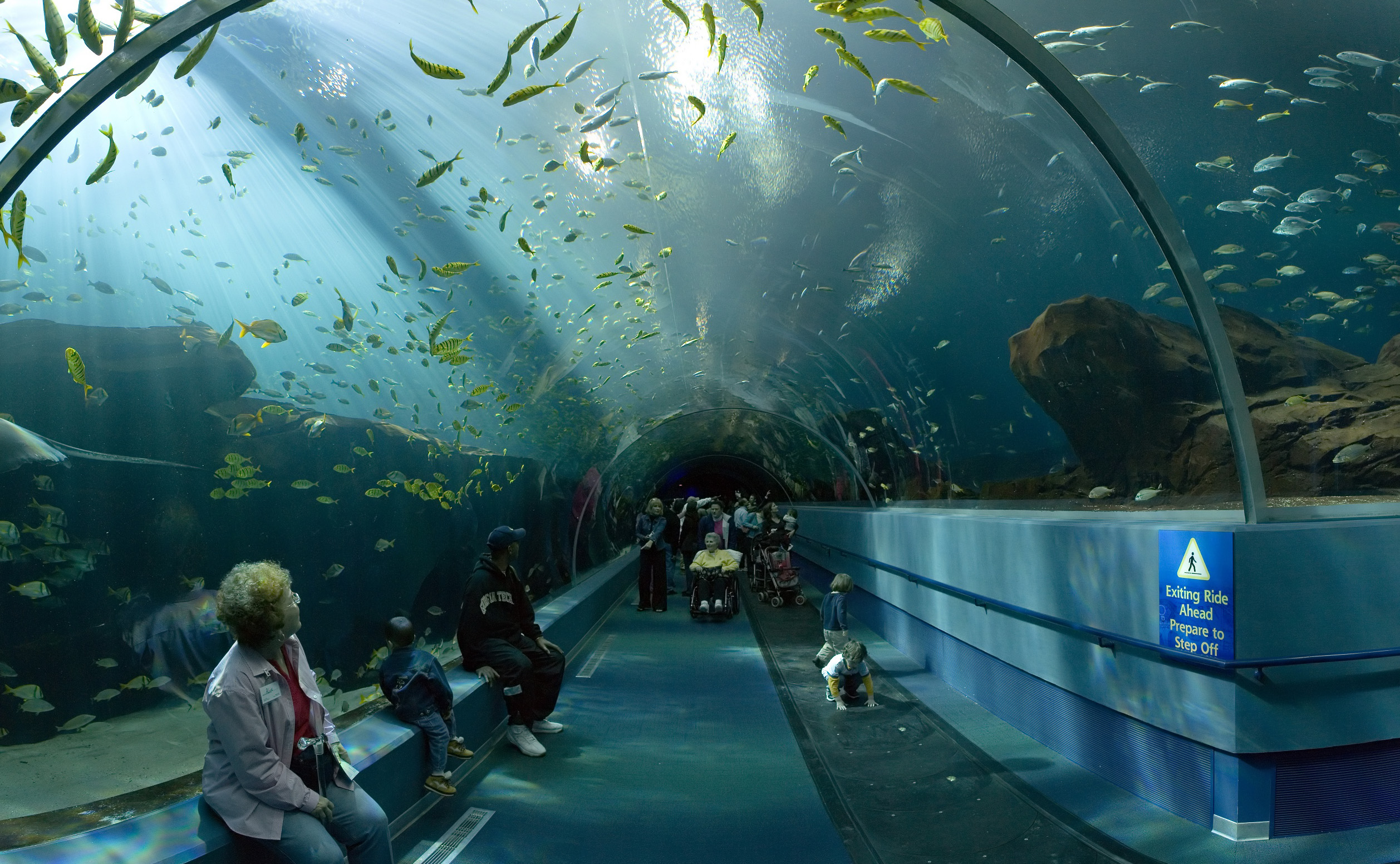
Akwarium publiczne w stanie Georgia - USA

Akwarysta – osoba zajmująca się akwarystyką w ramach relaksu (hobbysta, miłośnik) lub zawodowo 
 (specjalista w zakresie akwarystyki, hodowca zwierząt lub roślin akwariowych). Akwaryści działają samodzielnie, zrzeszają się w klubach lub stowarzyszeniach akwarystów.

## Znani akwaryści
- Takashi Amano – twórca i propagator stylu Akwarium Naturalnego (Nature Aquarium) założyciel firmy Aqua Design Amano Co. Ltd – organizatora Międzynarodowego Konkursu na Najlepszą Aranżację Akwarium Roślinnego ADA (International Aquatic Plants Layout Contest)
- prof. dr hab. Stefan Kornobis – biolog, członek Komitetu Ochrony Roślin PAN, dzięki swoim badaniom nad roślinami i zwierzętami wodnymi wniósł ogromny wkład w rozwój akwarystyki w Polsce, autor wielu artykułów i książek o tematyce akwarystycznej, w latach przed 1989 praktycznie jako jedynych dostępnych w Polsce. Zmarł po długotrwałej chorobie 19 stycznia 2008 r.
- dr Ryszard Kamiński – kierownik działu roślin wodnych w Ogrodzie Botanicznym Uniwersytetu Wrocławskiego, autor licznych artykułów, prowadzi dydaktykę społeczną w zakresie akwarystyki, współprowadzi ogólnopolskie Koło Miłośników Roślin Wodnych, aktywnie wspomaga SMRW - Serwis Miłośników Roślin Wodnych.
- Diana Walstad – popularyzatorka akwarium low-tech.
- Paul Hähnel – pionier ruchu akwarystycznego. Znany na świecie jako "Król Gupików".